# Студенок (річка в Харківському районі)
Студенок (місц.Брідок) — річка в південно-східній частині Харкова. Також протікає по території Харківського району Харківської області. Ліва притока річки Уда.

## Характеристика річки Студенок

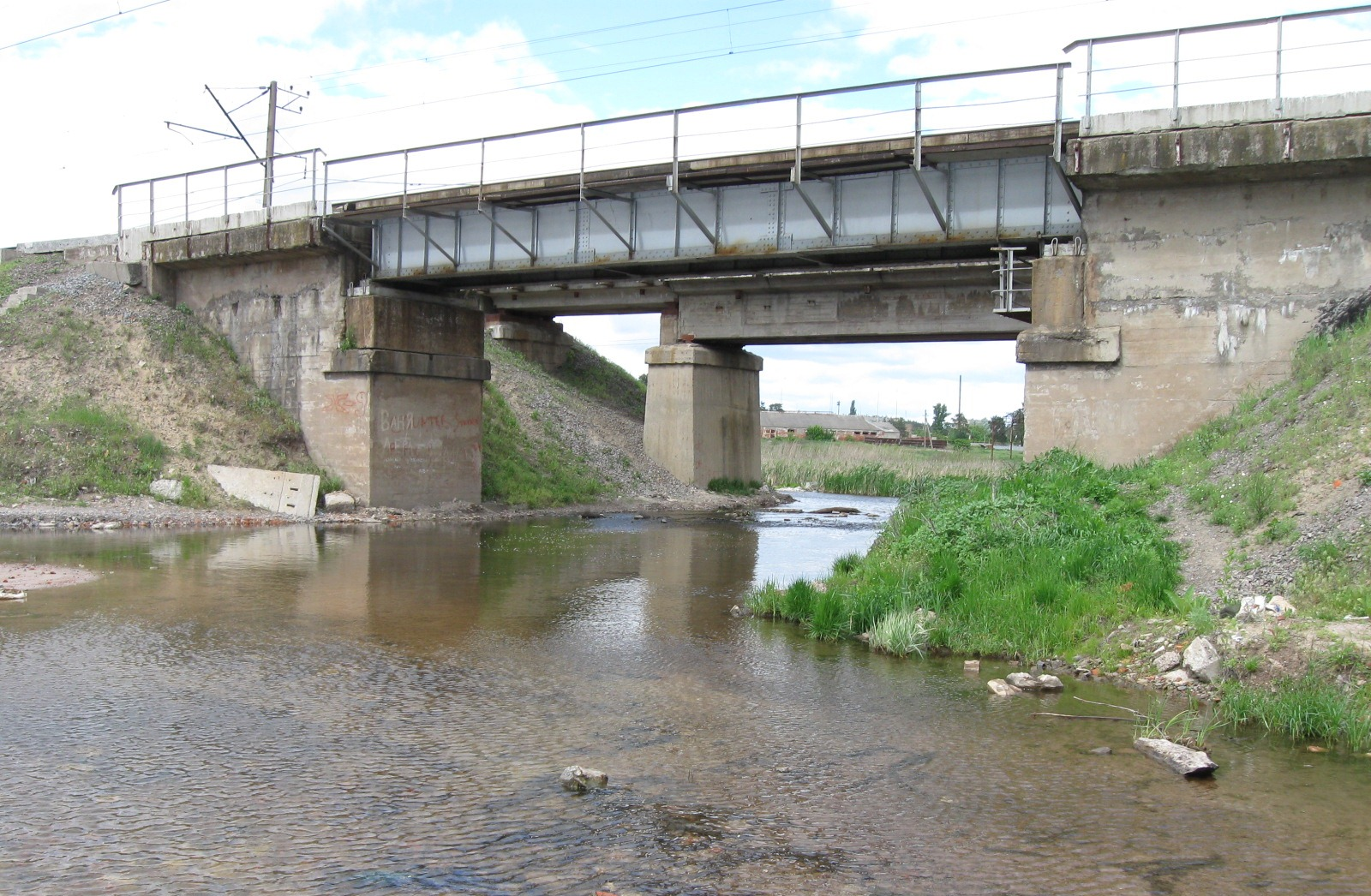
Залізничний міст через Студенок в Безлюдівці

Витік річки розташовується поблизу села Логачівка, майже в декількох сотнях метрів на південь від адміністративних кордонів Індустріального району міста Майже одразу після витоку на річці розташовується ставок, що зветься в народі просто "Нептун" ( через недалеке розташування басейну Нептун ) або "Вонючкою" через його не чисту воду. Утворюючи далі в с. Логачівка ще один ставок, Студенок рухається на південний захід до Пономаренків, де з'єднується із своїм притоком, утворюючи ставок на кордоні трьох сіл — Пономаренків, Борового і Хролів. Далі річка продовжує рухатися на південний захід близько 3,5 км, де перетинає Харківську окружну дорогу біля північно-східних околиць селища Безлюдівка. Річка проходить по самим околицям Безлюдівки і перетинає трасу «Харків-Зміїв», впритул підходячи до соснового лісу (Васищевської лісництво). Пройшовши ще кілька сотень метрів, Студенок проходить під залізничною гілкою, що зв'язує Безлюдівку і Зелений Колодязь (Чугуївський напрямок).
Відразу за залізничним мостом річка починає йти на південь. У цьому місці долина річки досить широка — близько ста метрів. На лівому березі росте сосновий ліс, а на правому — спочатку сосна (в районі Нагорівського кар'єру, який знаходиться на захід від річища Студенка на відстані до кілометра), а потім і листяний ліс. Далі за течією розташована база відпочинку "Зелений Ставок". Приблизно через 3 км річка підходить до околиць Васищеве, протікаючи через селище поблизу Зміївської траси, злегка йдучи на південний схід, а потім знову рухаючись чітко на південь, перетинаючи автомобільну дорогу до села Гусина Поляна, повертає на південний захід і впадає в Уди.
Загальна довжина річища становить близько 20,4 км, басейн річки — 75 кв. км. Заплава річки часто заболочена. Ширина річища на деяких ділянках сягає 5-6 метрів, але, як правило, в середньому, цей показник становить від 1,5 до 2,5 м. Глибина річки на деяких ділянках (наприклад, в околицях Безлюдівки) влітку становить кілька сантиметрів, однак, є місця, де глибина вочевидь набагато більша.

## Згадки в історичних документах
Вперше назва річки згадується в документах XVII ст.
Студенок нанесений на карті Шуберта Харківської губернії XIX століття..

## Флора і фауна річки Студенок та околишніх ставків.
Щодо самої річки, то даних про проживання в ній риби немає, але в річці також проживають жаби, росте ряска, водорості. Як і в сусідній річці Жихорець - в річці зустрічаються ондатри.
Слід дати риболовну характеристику ставків на річці Студенок починаючи з витоку і до гирла.
Перший ставок на річці розташований одразу після витоку біля басейну Нептун. Біля ставка завжди відпочиває величезна кількість народу, саме тому він і дуже брудний. Зустрічається себель, окунь, колись була щука, карась. За даними 2000-х років на риболовецьких форумах в ставку колись ловили навіть малих сомів.
Наступний ставок розташовується в с. Логачівка. Тут значно менше відпочиваючих і сам ставок значно чистіший. В ставку здавна проживає себель, карась та окунь. Віднедавна з'явилась величезна кількість краснопірки. Окрім цього в ставку ловляться раки та черепахи.
В подальших ставках на самій річці Студенок даних немає.